# Liste der Einträge im National Register of Historic Places im Winnebago County (Iowa)

Lage des Winnebago County in Iowa

Die Liste der Einträge im National Register of Historic Places im Winnebago County in Iowa führt die Bauwerke und historischen Stätten im Winnebago County auf, die in das National Register of Historic Places aufgenommen wurden.

## Aktuelle Einträge
| [ 2 ] | Name                        | Bild                        | Eintragsdatum        | Lage                                                         | Ort             | Beschreibung                                                                                |
| ----- | --------------------------- | --------------------------- | -------------------- | ------------------------------------------------------------ | --------------- | ------------------------------------------------------------------------------------------- |
| 1     | Forest City Public Library  |                             | 1984 ID-Nr. 84001609 | East L Street Ecke Clark Street 43° 15′ 56″ N, 93° 38′ 15″ W | Forest City     | 1899 im neuromanischen Stil errichtete öffentliche Bibliothek                               |
| 2     | Round Barn, Norway Township |                             | 1987 ID-Nr. 87000507 | Abseits der County Road R60 43° 29′ 22″ N, 93° 35′ 51″ W     | Norway Township | 1920 errichtete Rundscheune                                                                 |
| 3     | Charles J. Thompson House   | Charles J. Thompson House   | 1978 ID-Nr. 78001271 | 336 North Clark Street 43° 15′ 58″ N, 93° 38′ 18″ W          | Forest City     | Im Jahr 1900 errichtetes Wohnhaus; heute Museum                                             |
| 4     | Winnebago County Courthouse | Winnebago County Courthouse | 1981 ID-Nr. 81000275 | J Street 43° 15′ 47″ N, 93° 38′ 19″ W                        | Forest City     | 1981 im neuromanischen Stil errichtetes Justiz- und Verwaltungsgebäude des Winnebago County |